# Протест в Інгушетії (2018)
Проте́ст в Інгуше́тії — багатотисячна акція протесту в Магасі проти Угоди про закріплення кордону між регіонами, підписаного головою Інгушетії Юнус-Беком Євкуровим та окупаційним головою Чечні Рамзаном Кадировим 26 вересня 2018 року, а також його ратифікації депутатами Народних зборів Республіки Інгушетія.
Протести розпочалися 4 жовтня 2018 року та були оголошені безстроковими. На п'ятий день мітинг був санкціонований владою до 15 жовтня. Перерва цілодобової акції протесту тривала з 18 по 31 жовтня 2018 року. Черговий мітинг відбувся 27 листопада 2018 року, у день розгляду Конституційним Судом Російської Федерації запиту глави Республіки Інгушетія Юнус-Бека Євкурова щодо відповідності Конституції Російської Федерації Угоди про встановлення адміністративного кордону між Інгушетією та Чечнею. Після чотиримісячної перерви з 26 березня по 27 березня 2019 року відбувся новий мітинг у Магасі.

## Передумови
Наприкінці серпня 2018 року деякі громадські та правозахисні організації Інгушетії заявили про будівельні роботи на території Інгушетії поблизу адміністративного кордону з Чечнею в районі річки Фортанга, що проводяться чеченськими дорожніми організаціями у супроводі чеченських силовиків без узгодження з інгушськими установами «Ерзі», до якого належить ця територія. За словами прес-секретаря голови Чечні Альви Карімова, поблизу кордону з Інгушетією з чеченської сторони було розпочато відновлювальні роботи на дорозі, яку, як зазначив він, раніше зруйнували у зв'язку з військовими діями, і що нею в майбутньому зможуть користуватися жителі обох республік. Представники інгушської сторони, що побували на місці, відзначили, що чеченськими шляховиками були зроблені роботи з вирубування цінних порід дерев, знищення родючого шару ґрунту, зміни природного ландшафту на території Інгушетії, а також що чеченськими силовиками була спроба встановити посаду ДПС МВС по Чечні в районі селища Аршти Сунженського району Республіки Інгушетії за два кілометри від кордону, вглиб Інгушетії. 
Через тиждень мешканці Інгушетії обурилися тим, що дорожні роботи на інгушській території (заповідник «Ерзі») не лише не припинилися, а й просунулися вглиб Інгушетії на 15 кілометрів. Обурення також викликало мовчання інгушської влади про заходи, що проводяться чеченськими дорожніми організаціями та силовиками. 25 вересня голова Сунженського району Інгушетії Іса Хашагульгов оголосив про свою добровільну відставку. У той же день біля будівлі адміністрації району відбулося стихійне сходження громадян кількістю близько 70 осіб, обурених майбутнім підписанням главами Інгушетії та Чечні угоди та можливої передачі на користь Чеченської республіки частині Сунженського району Інгушетії. Проте керівники обох республік тримали в таємниці цю інформацію та факт досягнення домовленостей про кордон.

## Підписання угоди
26 вересня в день підписання Угоди про встановлення кордону між Інгушетією та Чечнею в Сунжі зібралося близько 50 осіб та у Магасі понад сто осіб. В'їзди в місто було перекрито бетонними блоками, введено колону Росгвардії, крім того, під час акції протесту в Магасі та Назрані було відключено інтернет. Проте, попри акції протесту підписання угоди між Євкуровим та Кадиров відбулося. Керівництвом Республіки Інгушетія було оголошено, що підписавши цю угоду з главою Чечні, вони зробили рівноцінний обмін землями. Однак інгушська громадськість обурила той факт, що домовленості за кордоном Глава Інгушетії просував із керівництвом Чечні потай від суспільства, а також те, що частина Сунженського району Інгушетії згідно з домовленостями між главами республік відходить Чечні. Те, що згідно з угодою між Євкуровим та Кадировим, обмін землями нерівноцінний, підтвердили й незалежні експерти-картографи. Так, за згодою Євкурова та Кадирова Чечні переходить більш ніж у 25 разів більше землі, ніж Інгушетії. 27 вересня прес-секретар президента РФ Дмитро Пєсков, відповідаючи на питання про можливі консультації з Кремлем у процесі підписання угоди про закріплення адміністративного кордону між республіками Чечня та Інгушетія, заявив, що вона пройшла з ініціативи самих суб'єктів.

## 4 жовтня
Рано вранці біля будівлі парламенту Інгушетії почали збиратися місцеві жителі. Так почався протест інгушів проти угоди про зміну кордону, підписаної головами Інгушетії і Чечні, а також проти її ратифікації депутатами парламенту Інгушетії.